# Крокет
Крокет (енгл. и фр. Croquet) је врста спорта или рекреативне активности у којој је циљ дрвеним маљем ударити куглу у намери да у што мање покушаја протера кроз жичана голове у облику изврнутог латиничног слова U. Голови су размештени по игралишту одређеним системом, а редослед којим их треба погађати је унапред одређен. Крокет играју 2 до 8 такмичара, подељених у 2 екипе, на равном травнатом терену произвољних димензија. Право на додатни ударац се добија ако се погоди гол, односно ако се својом лоптом удари противничка.

## Историја
Сматра се да је ова игра била популарна у Француској у 16. и 17. веку, под именом „Пај мај“ (Paille Maille), одакле се пренесена у Енглеску у 18. веку. Друга варијанта је да је овај спорт у Енглеску стигао из Ирске. Крокет је постао омиљена разбибрига виших слојева Енглеске средином 19. века.
Када је 1870. основан All England Croquet Club у Уједињеном Краљевству, сваке године су се одржавала такмичења за првенство у крокету на теренима тог клуба у Вимблдону. После десетак година овај спорт губи на популарности и све више га потискује тенис, па скоро потпуно замире. Крајем века, 1896, оснивањем All England Croquet Associattion поново оживљава интерес за крокет.
Покушаји Фрање Бучара да промовише крокет у неким крајевима бивше Југославије, почетком 20. века, нису имали већег успеха.
Данас је крокет популаран у англосаксонским земљама: Уједињеном Краљевству, Ирској, Аустралији, Новом Зеланду, Јужној Африци, САД и Канади.

## Крокет као такмичарски спорт
Светска крокет федерација (World Croquet Federation) усклађује правила и организује такмичења у крокету. Крокет је био на програму Летњих олимпијских игара 1900. и 1904, а познати тениски клуб Вимблдон, је у ствари „Свеенглески клуб за тенис на трави и крокет“ (All England Lawn Tennis and Croquet Club).
Постоји и тзв. дивља подврста крокета или екстремни крокет. У овом случају терен за игру је обликован тако да је посебно тежак за игру.

## Правила крокета
Игралиште крокета је по могућности на равној ливади величине 20 m X 40 m.
За игру су потребна:
- два дрвена кочића од по 40 cm дужине, којим се означавају почетна и завршна тачка игралишта;
- 12 до 20 враташца (голова) од јаче жице у облику преврнутог слова U,
- маљ дуг 80—100 cm, с ваљкастом главом од тврдог дрвета дужине 15 cm и промера 7—8 cm;
- 8 различито обојених кугли плава, наранџаста, црна, жута, смеђа, зелена, љубичаста и тамноцрвена промера 9 cm, масе 350—400 g.
Редослед боја на куглама означен је редоследом боја на поменутим кочићима., а то је и редослед којим наступају играчи.
У игри учествују појединци (сваки са по 2 кугле) или екипе од 2, 3 или 4 играча. Сваки играч почиње ударцем са полазне тачке (полазишта) у правцу првих враташца. Ако једним ударцем протера куглу кроз прва враташца, наставља са игром до првог промашаја једних од следећих враташца. Играч сме ударцем своје кугле прогурати кроз враташца и саиграчеву куглу, што се награђује још једним ударцем. Ако играч својом куглом успе ударити противничку куглу, има право на два додатна покушаја. Први покушај му служи за тзв. крокирање — своју куглу поставља тако да она додирује противникову, а другим покушајем удара по властитој кугли тако да удаљи противникову куглу у смеру с којег ће бити теже наставити игру. Забрањено је маљем гурати куглу или дотакнути враташца и кочиће. Сваки ударац вреди један бод. Изађе ли кугла изван игралишта, поставља се у игралиште 1 метар далеко од места где је прешла границу игралишта. Играч је завршио игру када након пролаза додирне завршни кочић. Збир свих удараца и грешака означава успех у игри појединца или екипе. Победник је онај који је са мање удараца и грешака протерао кугле кроз сва враташца.
Године 1899. од крокета се одвојила његова варијанта — роки (roque). Рокисти су пренели игру на глинено игралиште димензија 18 m x 9 m. Главна разлика између крокета и рокија су поред димензија игралишта и употреба 4 кугле (црвена, плава, бела и црна). Сваки играч има по две кугле. Враташца код крокета су висока и широка, а код рокија си ниска и уска са ширином која ја само за 2,54 cm шира од кугле.
Данас су обе игре изгубиле на популарности, па су отпала сва службена такмичења.